# Юкало Володимир Глібович
Юкало Володимир Глібович (нар. 12 червня 1957, с. Овадне Володимир-Волинського району Волинської області, Україна) — вчений в галузі біохімії та мікробіології молока та молочних продуктів, доктор біологічних наук, професор кафедри харчової біотехнології та хімії Тернопільського національного технічного університету імені Івана Пулюя.

## Освіта
У 1974—1979 навчався на біологічному факультеті Львівського державного університету ім. Івана Франка, отримав фах біохіміка.

## Вчені ступені, звання
Кандидатську дисертацію «Вплив реніномукорину та деяких поверхнево-активних речовин на в'язкість казеїнових розчинів» захистив у 1984 в Інституті елементоорганічних сполук АН СРСР імені О. М. Несмеянова (Москва). Докторську дисертацію — «Білки казеїнового комплексу коров'ячого молока та продукти їх протеолізу за дії ферментів молочнокислих бактерій» захистив у 2007 в Інституті біології тварин УААН (Львів). Звання професора отримав у 2007.

## Професійна діяльність
1979—1982 — працював молодшим науковим співробітником на кафедрі хімії Херсонського педагогічного інституту.
1982—1991 — доцент кафедри біохімії і мікробіології, завідувач кафедри біохімії і мікробіології Могильовського технологічного інституту.
У 1991 обраний за конкурсом доцентом Тернопільського приладобудівного інституту. Працював на кафедрі біомедичних систем і апаратів (1991—1993) та кафедрі матеріалознавства (1993—1995) Тернопільського приладобудівного інституту. З 1995 займався створенням документації і відкриттям нового напряму — «Харчова технологія та інженерія» у Тернопільському приладобудівному інституті.
З 1995 — завідувач кафедри харчової біотехнології і хімії ТНТУ.
З 2007 — декан факультету переробних і харчових виробництв ТНТУ.
З 2007 — голова Тернопільського відділення Українського товариства клітинної біології.

## Наукові інтереси
Наукова робота пов'язана з біохімією та мікробіологією молока та молочних продуктів, утворенням біологічно-активних пептидів у молочних продуктах. Зокрема — було досліджено на молекулярному рівні причини аномальної зміни в'язкості розчинів казеїну при дії протеолітичних ферментів та поверхнево-активних речовин. Охарактеризовано протеолітичні властивості промислових штамів молочнокислих бактерій. Запропоновано спосіб селекції молочнокислих бактерій і молокозгортальних препаратів. Розроблена схема виділення гомогенних білків казеїнового комплексу, запропоновані методи аналізу і очистки казеїнів. Експериментально доведено утворення біологічно активних пептидів з казеїнів у модельній протеолітичній системі.
Юкало В. Г. входить до складу редакційних колегій журналів «Food chemistry and technology» і «Вісник Тернопільського національного технічного університету». Нагороджений грамотами Міністерства народної освіти Білорусі, Міністерства освіти України, знаком «Відмінник освіти України». У 2008 р. обраний почесним професором Могильовського державного університету продовольства (Білорусь).
Автор понад 170 наукових публікацій (в тому числі 8 авторських свідоцтв на винаходи) та 31 навчально-методичних робіт (в тому числі 2 посібників). у лютому 2017 року Індекс Гірша Юкала за версією Scopus дорівнює 0 (4 публікації не було процитовано жодного разу з 1978 року), а за версією проекту Google Академія — 4

## Кримінальна справа
У березні 2012 року Володимира Юкала було затримано співробітниками Державної служби з боротьби з економічними злочинами у зв'язку з підозрою щодо вимагання хабара. За рішенням суду в серпні 2012 року його було визнано винним в отриманні хабара у значному розмірі за виконання в інтересах того, хто дає хабар, дій з використанням службового становища. Відповідно до статті 368 Кримінального Кодексу України Володимиру Юкалу було призначено великий штраф і позбавлено права займати керівні посади в навчальних закладах.

## Вибрані праці
1. Способ производства кисломолочного напитка: А.с.1551330 СССР, МКИ А23 С 9/13 / В.Г Юкало, Т. Л. Шуляк, М. Д. Шпарко, З. В. Василенко (СССР). — № 4431819/31; Заявлено 27.05.88; Опубл. 23.03.90, Бюл. № 11. — 6 с.
2. Юкало В. Г. Электрофорез молочных белков // Тезисы докладов Всесоюзной конф. «Химия пищевых веществ. Свойства и использование биополимеров в пищевых продуктах». — Могилев: ИНЭОС АН СССР. — 1990. — С. 50.
3. Юкало В. Г., Шуляк Т. Л. Протеолиз казеинов ферментами молочнокислих бактерий // Тезисы докладов Всесоюзной конф. «Химические превращения пищевых полимеров». — Калининград: ИНЭОС АН СССР. — 1991. — С. 22.
4. Пат. 1470 Беларусь, МКИ А 23 °C 19/032. Способ подбора молочнокислых бактерий в состав заквасок для сыров: Пат. 1470 Беларусь, МКИ А 23 °C 19/032/ В.Г Юкало (Украина), Т. Л. Шуляк (Беларусь); Могилевский технологический институт. — № 1914; Заявл. 06.05.94; Опубл. 16.02.96; — 10 с.
5. Yukalo V.G., Luhovyy B.L. Proteolysis of aS1- and b-casein by Lactococci // Ernahrungsforschung. — 2000. — Vol. 45, № 3. — P. 205—206.
6. Луговий Б. Л., Юкало В. Г., Гнатюк М. С. Кардіопротекторні властивості олігопептидних препаратів, отриманих у процесі протеолізу b-казеїну протеазами клітин Lactococcus lactis subsp. lactis // Проблеми екології та медичної генетики і клінічної імунології. — Київ-Луганськ-Харків: ЛДМУ. — 2001. — Вип. 7(39). — С. 143—151.
7. Yukalo V.G., Luhovyy B.L. Inhibitors of angiotensin-converting enzyme in b-casein's proteolysis products // Annales Universitatis Marie Curie-Sklodowska. — 2002. — Vol. XV. — P. 407—409.
8. Юкало В. Г., Луговий Б. Л. Фізіологічно активні пептиди казеїнового походження // Медична хімія. — 2002. — Т. 4, № 4. — С. 82-92.
9. Yukalo V.G. Inhibitors of the angiotensin — converting enzyme in aS1-casein proteolysis products // Programme and Abstracts of 4th Parnas conference: Molecular mechanisms of cell activation: Biological signals and their target enzymes — Wroclaw (Poland). — 2002. — P. 95.
10. Юкало В. Г. Визначення інгібіторів ангіотензин-перетворювального ферменту в продуктах протеолізу aS1-казеїну // Матеріали VIII Українського біохімічного з'їду: Укр. біохім. журн. — 2002. — Т. 74, № 4б (додаток 2). — С. 204.
11. Yukalo V.G., Luhovyy B.L. The obtaining of bioactive peptide material from aS — and b — caseins // Programme and Abstracts of the 27th European Peptide Symposium: Journal of Peptide Science — 2002 — Suppl. to. Vol. 8. — S. 185.
12. Yukalo V.G., Luhovyy B.L. The obtaining of bioactive peptide material from products of proteolysis aS — and b — caseins // Peptides 2002. Proc. 27th Europ. Peptide Sympos. — Sorrento (Italy). — 2002. — P. 666—667.
13. Юкало В. Г. Утворення антигіпертензивних пептидів під час модельного протеолізу aS1- та aS2-казеїнів // Тези доповід. установчого з'їзду Українського товариства клітинної біології. — Львів: ІБК НАН України. — 2004. — С. 375.
14. Юкало В. Г. Антигіпертензивні властивості ферментованих молочних продуктів // Тези ІІ Всеукраїнської науково-практичної конф. «Біотехнологія. Освіта. Наука». — Львів: Н. У. «Львівська політехніка». — 2004. — С. 129.
15. Юкало В. Г. Белки казеинового комплекса молока, как предшественники биологически активных пептидов // Материалы Международной конф. «Современное состояние и перспективы развития микробиологии и биотехнологии». — Минск: ИМ НАН Беларуси. — 2004. — С. 264—265.
16. Yukalo V.G. Casokinins creation during model proteolysis of aS1-casein by protease positive strains of Lactococcus lactis ssp. cremoris // Annales Universitatis Marie Curie-Sklodowska. — 2004. — Vol. XVII. — P. 205—207.
17. Yukalo V.G. Casokinins: their generation and usage // Nutra Bayers Guide. — Milano. Italy: B5Srl. — 2004. — P. 10-12.
18. Yukalo V.G. Obtaining of casein protein complex fractions from cow milk // Nutracos. — 2005. — № 5. — P. 17-19.
19. Yukalo V.G. Obtaining of casein protein complex fractions from cow milk // Nutracos. — 2005. — 5. — P. 17 — 19.
20. Юкало В. Г. Модельна протеолітична система для виділення біоактивних пептидів з білків казеїнового комплексу // Матеріали ІХ Українського біохімічного з'їду. Київ: ІБ НАН України. — 2006. — С 236.
21. Yukalo V.G., Shynkaryk M.M. Native casein micelles isolation by layering in water — milk protein — pectin system // ECTS 2006. Proc. 2nd Europ. Conf. Filtrat. Separat. — Compiegne (France). — 2006. — P. 385—391.
22. Юкало В., Сторож Л., Сельський В., Кушнірук Н. Використання градієнту CaCl2 для виділення as2-CN фракцій казеїну//Вісник Тернопільського державного технічного університету.-2007.-№ 3.-том 14 .-с.196-199.
23. [Архівовано 30 вересня 2014 у Wayback Machine.] Юкало В. Г. Аналіз методів консервування продуктів / Юкало В. Г., Гащук О. І. // Вісник ТДТУ. — 2010. — Том 15. — № 1. — С. 210—218. — (хімія. хімічна, біологічна та харчова технології)